# 弘明集
《弘明集》，梁僧祐撰，今本14卷，原本為10卷。書成於南朝梁武帝天監年間。記載漢末至魏晉六朝的三百年佛教流傳的情況，詳於江南的佛教，而略於北方佛教。僧祐表示他著書的宗旨：「夫道以人弘，教以文明，弘道明教，故謂之《弘明集》。」旨在強調佛教與中國傳統儒家文化並無衝突，甚至更高，化解士人對作為外來宗教的佛教的敵意。弘明集保留許多原籍，如牟子《理惑論》原本已佚，今本則自《弘明集》輯出。

## 印本
收录于：《高丽藏》第33册、《碛砂藏》第31册、《洪武南藏》第170-171册，《永乐北藏》第137册，《龙藏》第113册、《卍正藏》第52-53册、《佛教大藏经》第78册，《大正藏》第52册，《中华大藏经》第62册。